# Hédi Nouira
Hédi Nouira (1911-1993) fou un polític tunisià, primer ministre del país entre 2 de novembre de 1970 i 23 d'abril 1980.